# John Trumbull
John Trumbull (Lebanon, 6 giugno 1756 – New York, 10 novembre 1843) è stato un pittore statunitense, attivo durante il periodo della guerra d'indipendenza americana. Tra i suoi dipinti, spesso a carattere storico, il più famoso è Declaration of Independence, riportato anche sul retro della banconota da 2$.

## Biografia
Suo padre fu Jonathan Trumbull, governatore del Connecticut dal 1769 al 1784, mentre la madre si chiamava Faith Robinson. Entrò nel 1771 nella junior class alla Harvard University e si laureò due anni più tardi, nel 1773.  A causa di un incidente occorso nell'infanzia, Trumbull perse l'uso di un occhio, il che potrebbe aver condizionato il suo stile ricco di dettagli. Come soldato nella Guerra d'indipendenza americana, Trumbull rese un particolare servizio a Boston facendo schizzi delle fortificazioni inglesi, e fu testimone della battaglia di Bunker Hill.  Fu nominato vice aiutante del generale George Washington, e nel giugno 1776 aiutante del generale Horatio Gates, ma lasciò l'esercito nel 1777.
Nel 1780 si recò a Londra dove studiò presso Benjamin West, che gli consigliò di dipingere piccoli quadri sulla guerra e ritratti in miniatura, producendone in tutta la sua vita circa 250. In quel 1780 il britannico John André fu catturato e impiccato come spia in America.  Le notizie raggiunsero l'Europa ed, essendo Trumbull un ufficiale dell'esercito americano di pari grado, fu imprigionato per sette mesi nel Tothill Fields Bridewell. Tornò poi a lavorare sotto West, nel cui studio dipinse Battaglia di Bunker Hill e Morte di Montgomery, entrambi oggi nella Yale University Art Gallery.
Nel 1785 Trumbull andò a Parigi, dove fece ritratti degli ufficiali francesi e iniziò il suo dipinto, Declaration of Independence, noto per la stampa fatta da Asher Brown Durand. Questo dipinto fu acquistato dal Congresso degli Stati Uniti insieme ai suoi Resa del generale Burgoyne, Resa a Yorktown, e Washington si dimette dalla sua commissione, e questi dipinti ora si trovano nella United States Capitol. Trumbull vendette una serie di 28 dipinti e 60 ritratti in miniatura alla Yale University nel 1831 in cambio di un compenso annuo di US$1000. Questa è tutt'oggi la più grossa collezione di suoi lavori esistente, che inizialmente fu ospitata in una galleria d'arte neoclassica disegnata dallo stesso Trumbull sull'Old Campus di Yale, insieme a ritratti di altri artisti.
I suoi ritratti includono figure intere del generale Washington (1790) e George Clinton (1791), custoditi nella New York City Hall, dove ci sono anche ritratti di Alexander Hamilton (1805) e John Jay, oltre che di John Adams (1797), Jonathan Trumbull e Rufus King (1800), di Timothy Dwight e Stephen Van Rensselaer, (entrambi a Yale), Alexander Hamilton (al Metropolitan Museum of Art e nel Boston Museum of Fine Arts, entrambi presi dal fallimento Ceracchi), un autoritratto del 1833, una figura intera di Washington a Charleston (Carolina del Sud), una figura intera di Washington in costume militare (1792), (ora a Yale), e ritratti del Presidente e della signora Washington (1794), conservati al National Museum of American History.
Nel 1794 Trumbull fece da segretario a John Jay a London nelle negoziazioni per il trattato con la Gran Bretagna e nel 1796 fu nominato, dai commissari inviati dalle due nazioni, come quinto commissario per concretizzare il settimo articolo del trattato. Trumbull fu nominato presidente dell'American Academy of Fine Arts, una posizione che mantenne per nove anni, dal 1816 al 1825, nonostante il decadimento delle sue capacità. Nel 1825 la sua mancanza di supporto agli studenti portò al declino dell'accademia, con la ribellione degli studenti e la fondazione della National Academy of Design. Pubblicò un'autobiografia nel 1841. Il suo paese natale, nel Connecticut, fu dichiarato nel 1965 terra di importanza nazionale.

## Dipinti

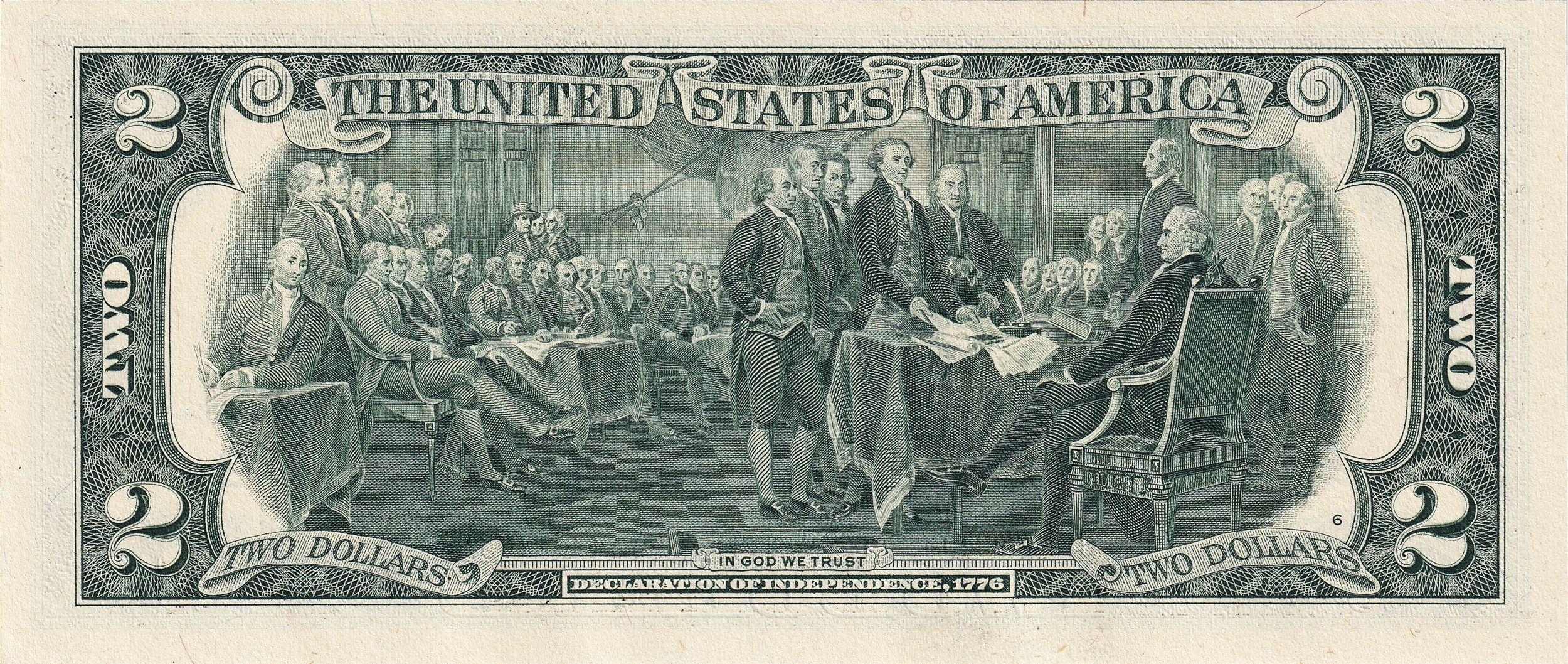
Retro della banconota da 2$
Declaration of Independence

- The Death of General Warren at the Battle of Bunker Hill
- The Death of General Montgomery in the Attack on Quebec
- The Death of Aemilius Paullus at the Battle of Cannae
- The Sortie Made by the Garrison of Gibraltar, del 1789
- Declaration of Independence
- Capture of the Hessians at the Battle of Trenton
- Death of General Mercer at the Battle of Princeton
- The Surrender of General Burgoyne at Saratoga
- The Surrender of Cornwallis at Yorktown
- Washington Resigning his Commission
- Ritratti di George Washington e John Adams
- Autoritratto
- Ritratto di Josiah Bartlett

## Galleria dei dipinti di John Trumbull

### Eventi storici

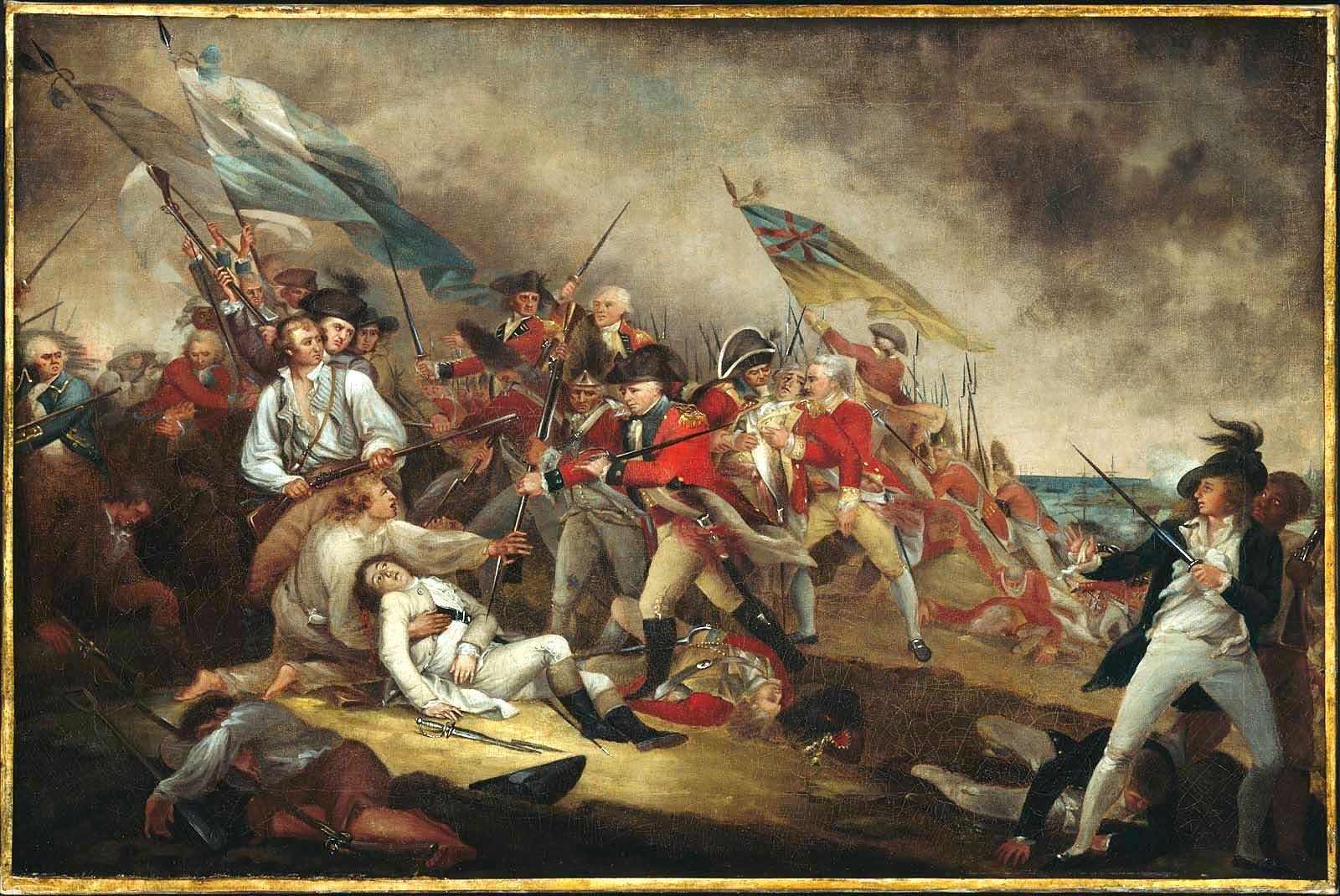
La morte del generale Warren alla Battaglia di Bunker Hill,del 1775
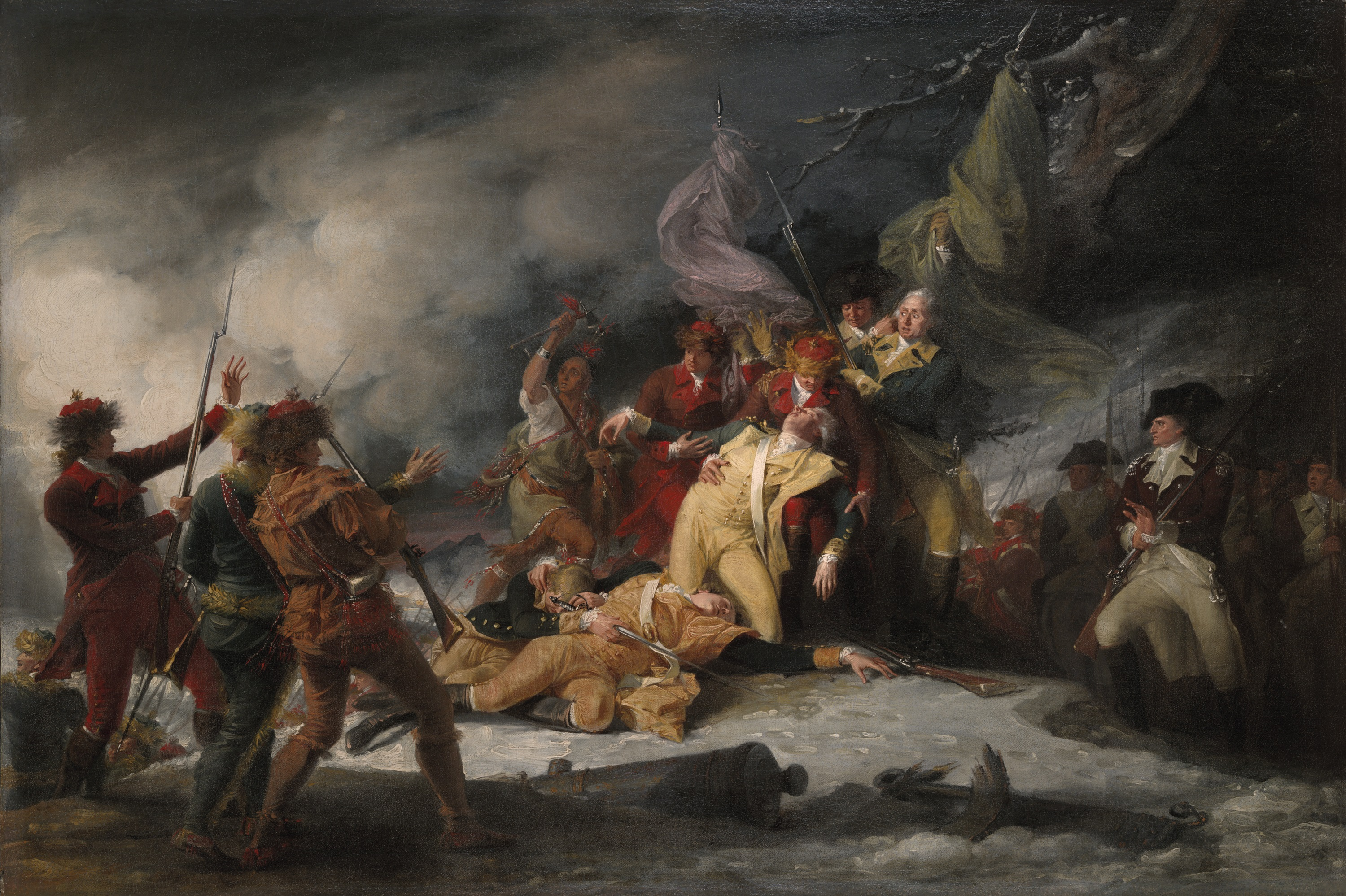
La morte di Montgomery nella Battaglia del Quebec, del 1786
La Dichiarazione dell'Indipendenza degli Stati Uniti d'America, del 1795
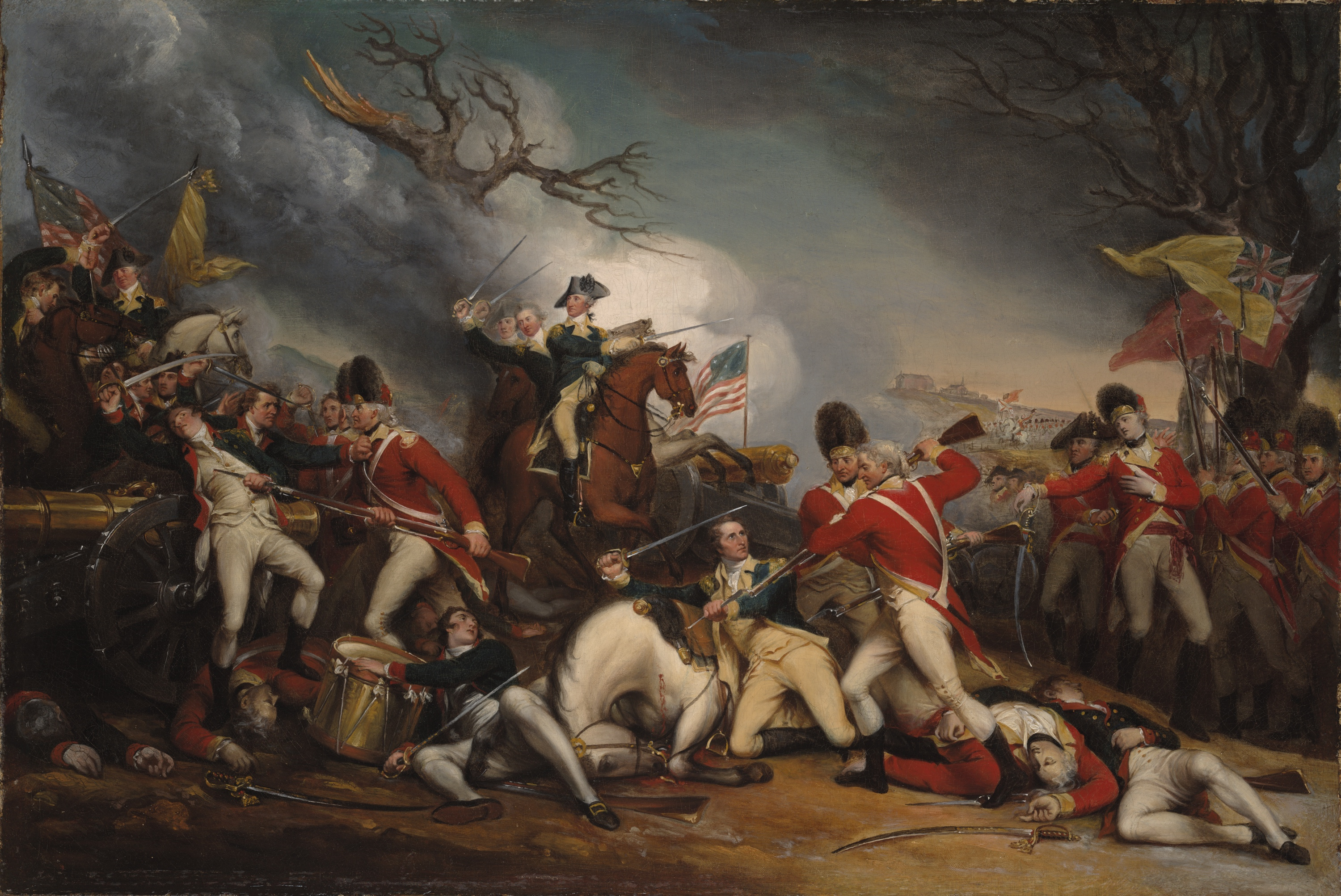
La morte del generale Mercer alla Battaglia di Princeton, del 1795, circa
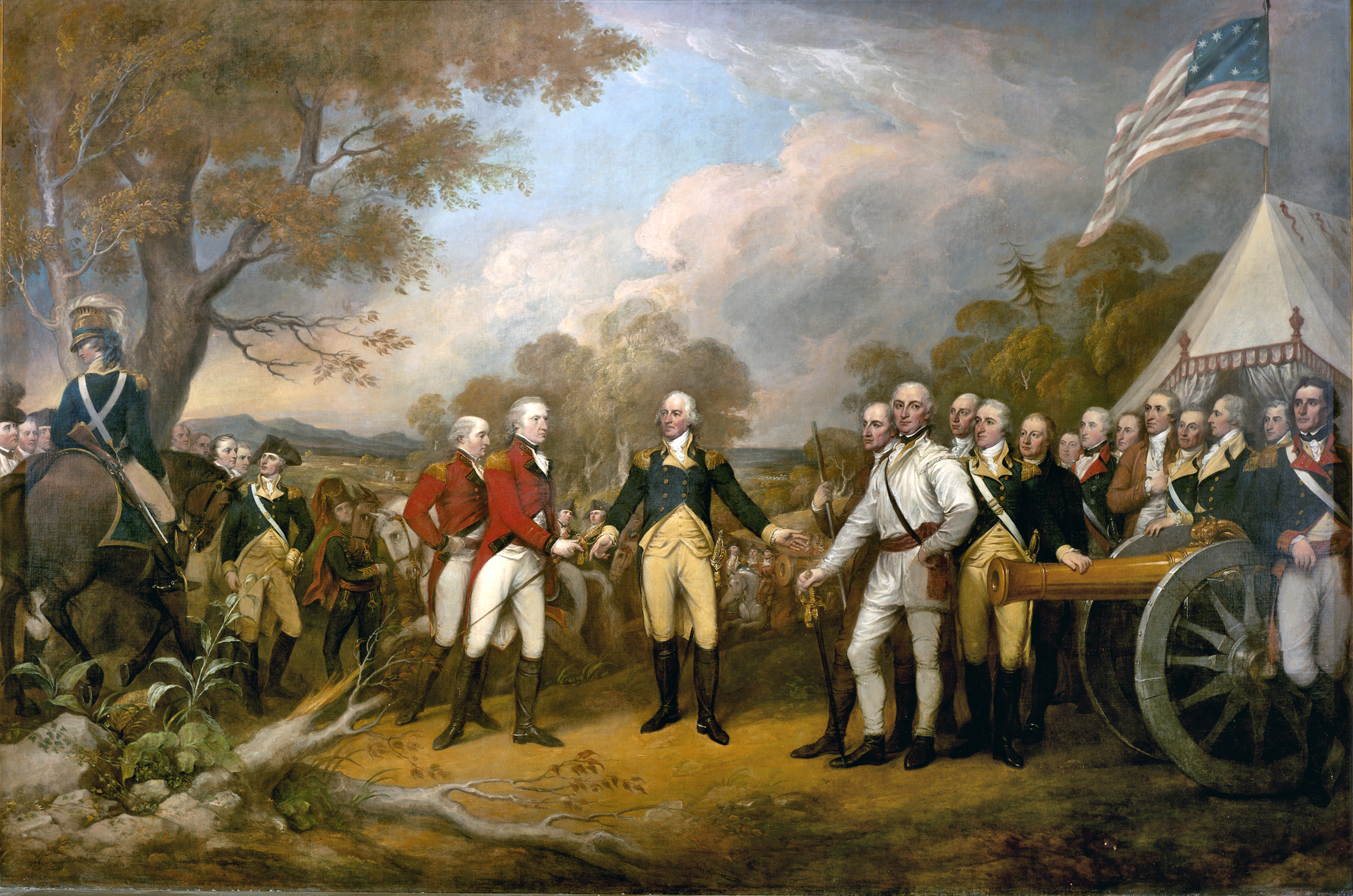
La resa del generale Burgoyne
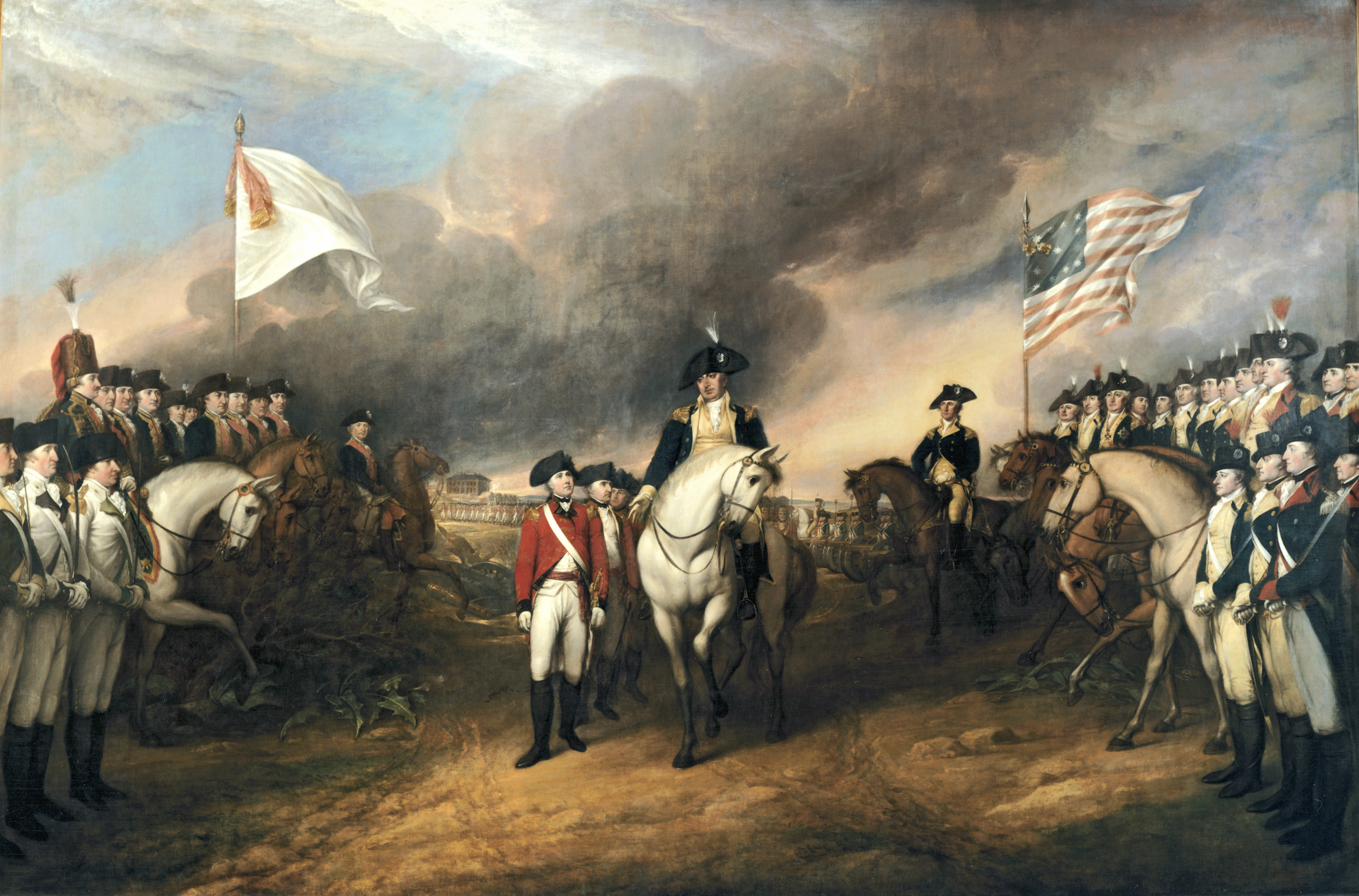
La resa di lord Cornwallis, del 1787
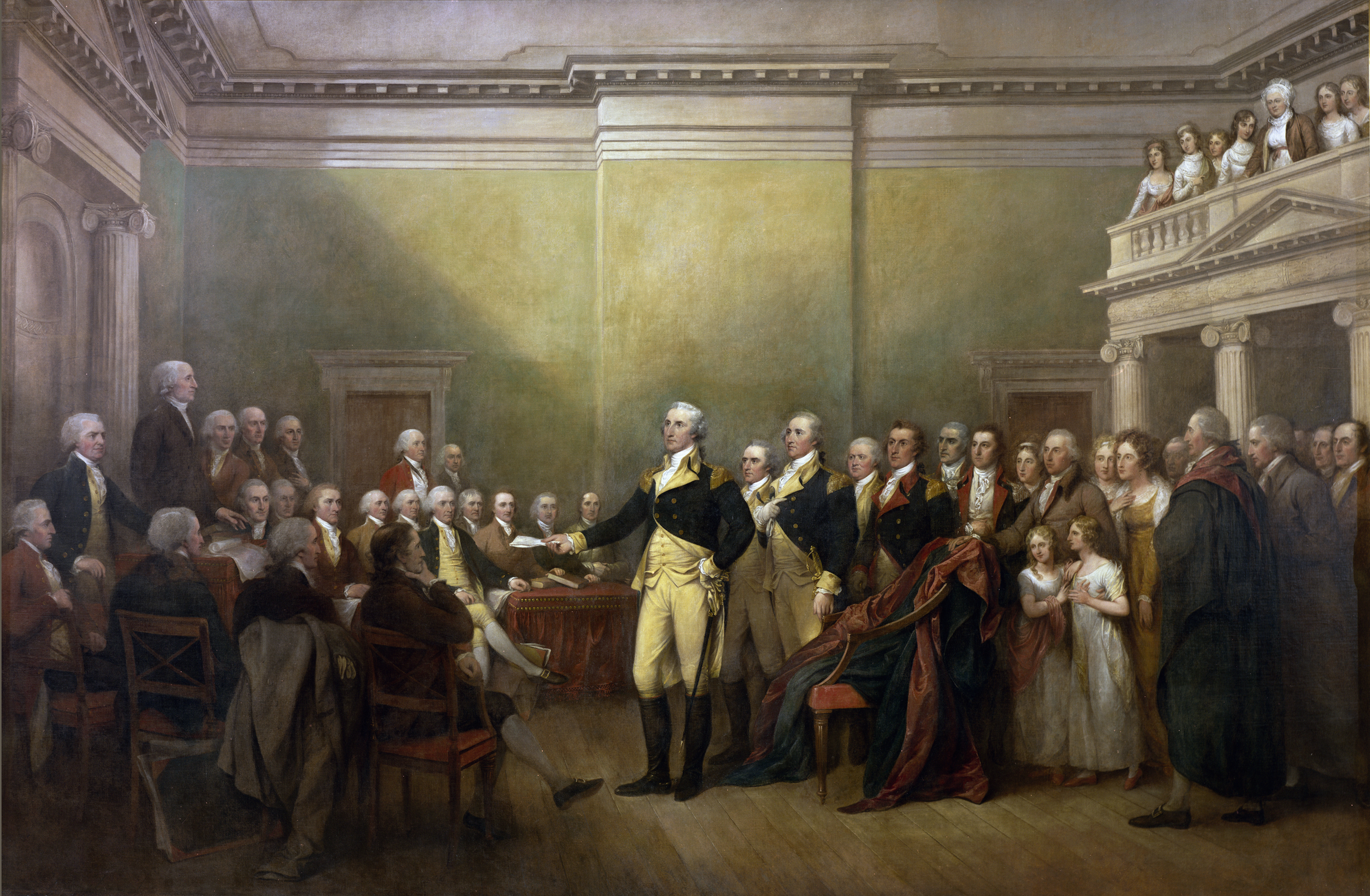
Il generale George Washington abbandona la sua commissione
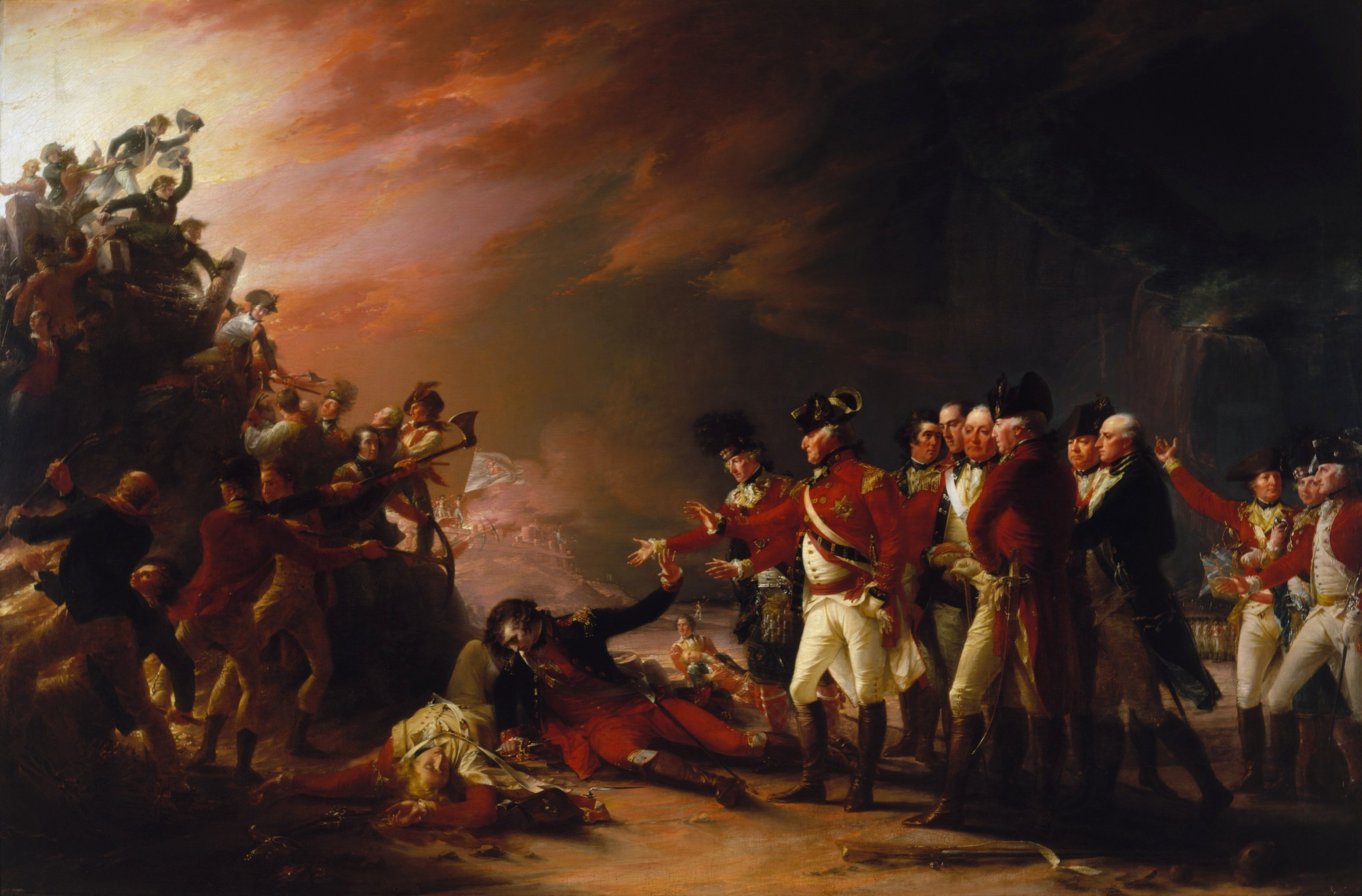
L'assedio di Gibilterra, del 1789

### Ritratti

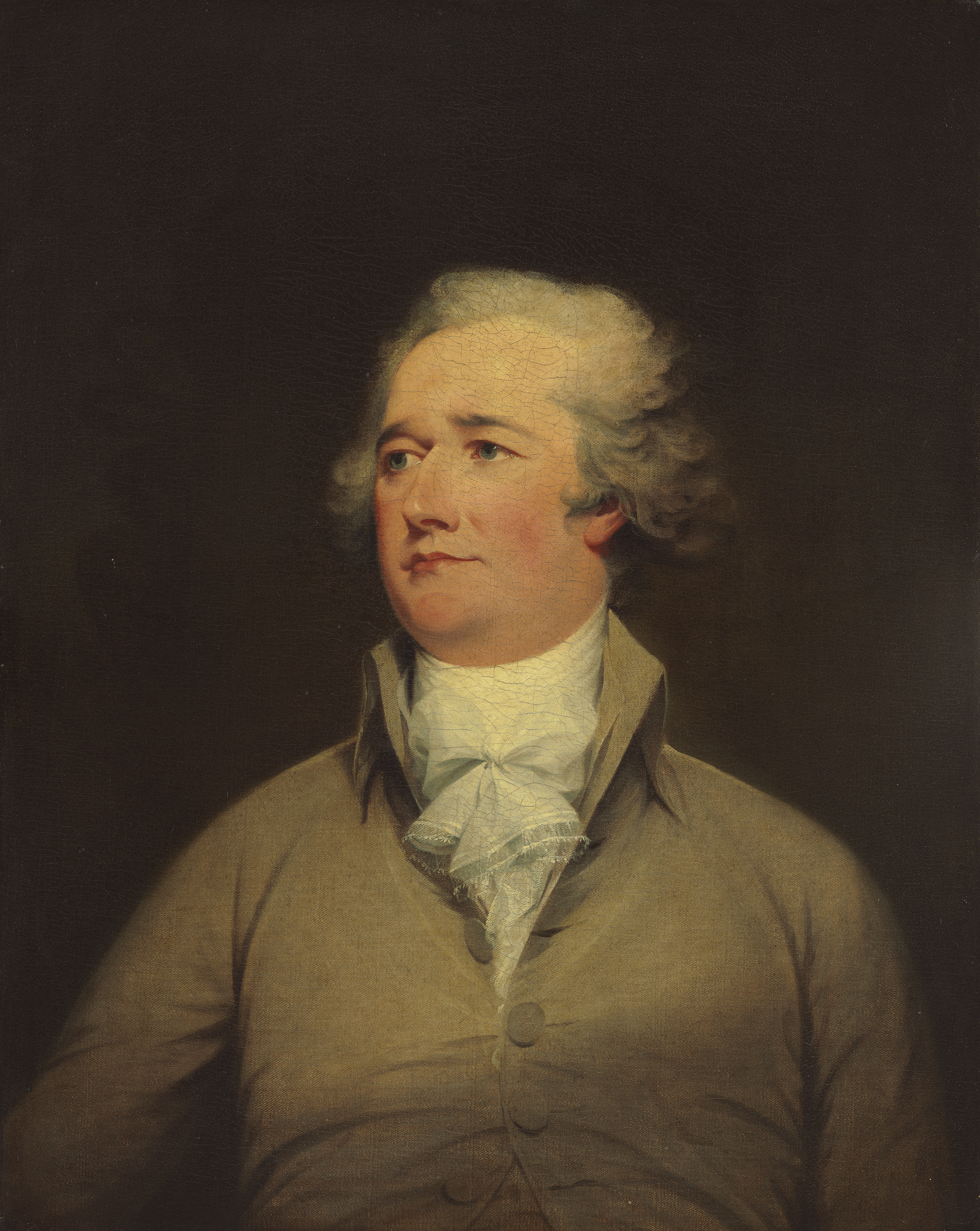
Alexander Hamilton
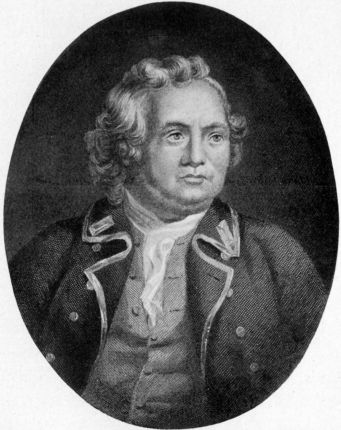
Israel Putnam
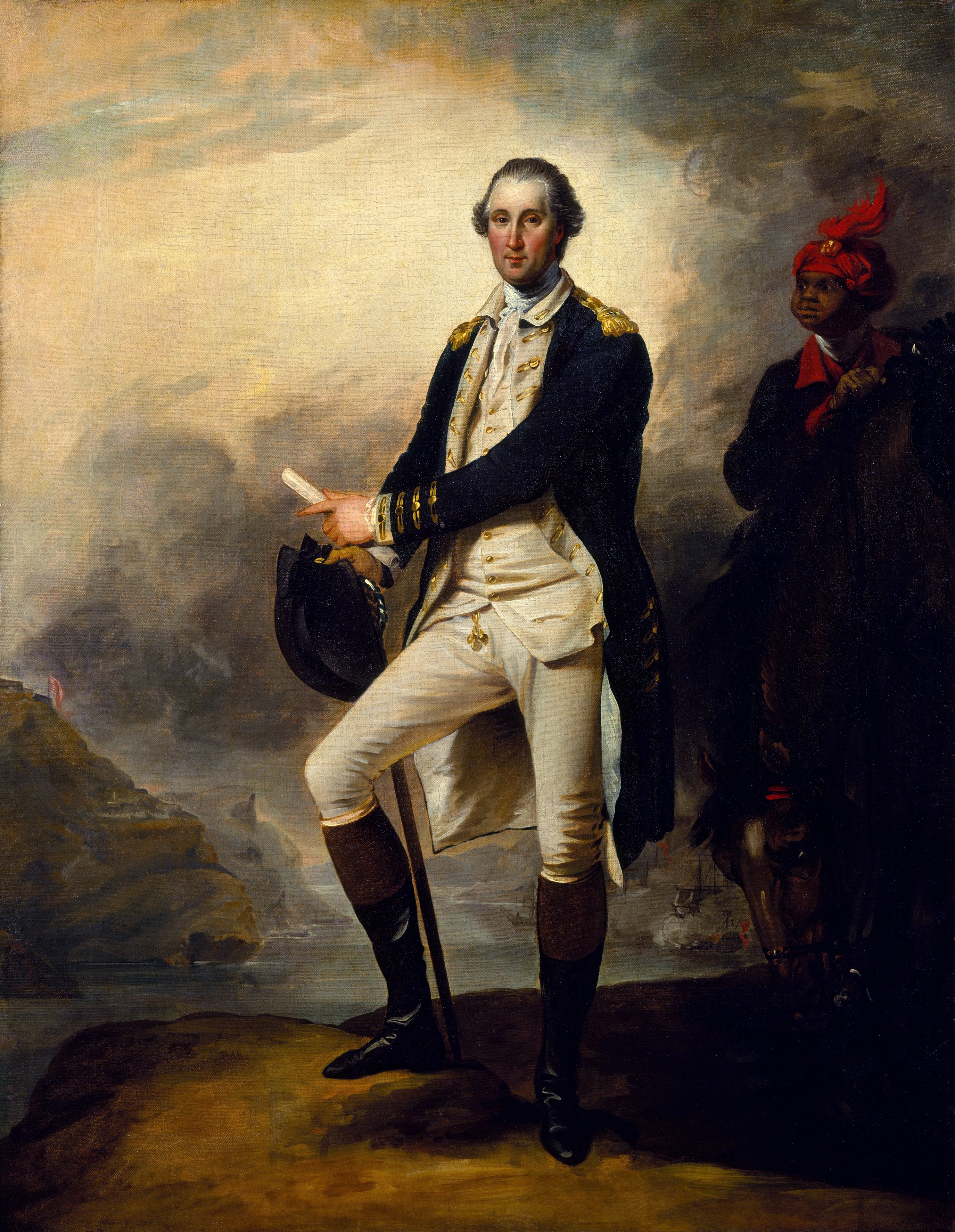
George Washington